# 尤根·奧康內利
尤根·奧康內利（英語：Eoghan O'Connell；1995年8月13日—）是一位愛爾蘭足球運動員。在場上的位置是後衛。他現在效力於英甲球隊罗奇代尔。他也代表愛爾蘭U19國家隊參賽。